# Cornelis de Marees van Swinderen
Jhr. Cornelis de Marees van Swinderen (Groningen, 18 maart 1828 – aldaar, 20 maart 1867) was een Nederlands burgemeester.

## Levensloop
Van Swinderen was een een telg uit het geslacht Van Swinderen en een zoon van de Groningse jhr. mr. Reneke de Marees van Swinderen (1796-1828), advocaat en rentmeester, en Agnes Maria Backer (1803-1886). Hij promoveerde in 1852 in de rechten te Groningen. In 1859 werd hij burgemeester van Noorddijk wat hij bleef tot zijn overlijden. Hij trouwde in dat laatste jaar met Anna Judith Wijckerheld Bisdom (1834-1922), telg uit het geslacht Bisdom, met wie hij drie kinderen kreeg, onder wie jhr. mr. Reneke de Marees van Swinderen (1860-1955), minister en diplomaat, en jhr. mr. Dirk Rudolph de Marees van Swinderen (1862-1943), lid gemeenteraad en wethouder van Groningen, kamerheer van de koningin. Jhr. mr. C. de Marees van Swinderen overleed in zijn geboorteplaats op 39-jarige leeftijd.